# Koishikawa Kōraku-en
Ne pas confondre avec Jardins botaniques de Koishikawa
Pour l’article homonyme, voir Kōrakuen pour le jardin situé à Okayama.
Koishikawa Kōraku-en (小石川後楽園) est un jardin japonais situé à proximité du Tokyo Dome dans le quartier de Koishikawa de l'arrondissement de Bunkyō, à Tōkyō. Il comporte un lac central et plusieurs petites collines, ce qui en fait un lieu de promenade apprécié, et typique des jardins de promenade (kaiyushiki teien) de l'époque d'Edo. C'est le jardin le plus ancien de Tōkyō. Son aménagement a été entrepris en 1629 par Yorifusa Mito, neuvième fils de Ieyasu Tokugawa, daimyo et fondateur de la famille Mito du clan Tokugawa. Il a été poursuivi par son successeur, Mitsukuni Mito, avec l'aide de Shu Shinsui (ou Zhu Shun-sui, 1600-1682), un lettré confucéen de la dynastie Ming réfugié au Japon. Plusieurs paysages de Chine et du Japon y sont évoqués ou reproduits en miniature. Il occupait 25 hectares à l'origine, mais l'urbanisation de Tōkyō a réduit sa taille à 7 hectares (70 847,17 m2).
Le nom « Kōraku-en », littéralement « jardin de la réjouissance ultérieure », a été choisi par Mitsukuni. Il fait référence à un passage d'un texte chinois, le Gakuyoro-ki de Hanchuen, où il est mentionné qu'un souverain doit être le premier à se soucier, avant son peuple, et le dernier à se réjouir, après son peuple. Une autre interprétation est que le souverain doit d'abord se soucier de consolider son pouvoir, afin d'être en mesure de l'apprécier ultérieurement.
Suivant la tradition des jardins de promenade, les nombreuses espèces d'arbres et de fleurs du Kōraku-en ont été sélectionnées pour offrir des pics de couleur à différents moments de l'année. Ainsi, les abricotiers fleurissent en février, les cerisiers fleurissent de fin mars à début avril, les glycines fin avril, etc., jusqu'aux momiji dont les feuilles rougissent fin novembre.
C'est un des sept sites du Japon possédant à la fois le statut de « lieu remarquable pour la beauté de son paysage » et de « site historique remarquable » selon la loi de protection des biens culturels. Le jardin était administré par l'arsenal de Koishikawa à la fin du XIXe siècle ; il est accessible au public depuis le 3 avril 1938 et est géré par la métropole de Tōkyō.

## Sites particuliers
Pour Massimo Ferriolo, le jardin figure une représentation du monde en quatre paysages différents, tous symboliques : un miroir d'eau central (qui symbolise la mer), des eaux qui susurrent (les rivières), des collines (les montagnes), et une rizière (la campagne).
Osensui (大泉水), le lac principal, est une évocation du lac Biwa. Il comporte une île centrale boisée (Hōraijima, représentation de l'île mythique d'Hōrai), qui se reflète dans le lac lorsqu'elle est vue du sud, et un ensemble de pierres (Chikubu-shima) fréquenté par des canards. L'île centrale contient un sanctuaire, Benzai-Tenno-Miya. Le lac est alimenté au sud par une petite rivière, la Tatsuta, nommée et tracée d'après une rivière célèbre pour sa beauté en automne ; elle traverse un bosquet de momiji avant de se jeter dans le lac.
Seiko-tsutsumi est un lac secondaire couvert de lotus sacrés blancs et divisé par une digue ; il évoque le lac Saiko ou lac de l'Ouest (西湖), près de Hangzhou en Chine. Au nord se trouve une chute d'eau, Otowa-no-taki (d'après une célèbre chute d'eau), et un petit pont de pierre, Engetsukyō (« pont de pleine lune »). L'arche de ce pont est en forme de demi-cercle ; sa réflexion dans le plan d'eau donne un cercle entier, comme une pleine lune. C'est une reproduction d'un pont chinois, dont l'auteur est vraisemblablement Shu shinsui. Le pont est un des rares éléments du jardin conservés dans leur état d'origine. Une petite colline, nommée Shorozan, d'après une montagne chinoise, surplombe le lac depuis l'est.
Tokujin-do est un petit temple qui abrite une statue en bois ayant appartenu à Mitsukuni Mito. Il en a décidé la construction après avoir lu à dix-huit ans Hakui Retsuden, une histoire du recueil chinois Shiki. Le temple est dédié aux deux frères mentionnés dans le récit.
Tsutenkyō est un pont en bois qui enjambe une gorge, réplique d'un pont à Kyōto ; sa couleur vermillon est accentuée par les momiji (érables palmés) en novembre. Togetsukyō est un autre pont évoquant un pont de Kyōto.
Bairin (« la maison des ume ») est un bosquet d'ume (abricotiers du Japon, prunus mume), nommé par Mitsukuni. Ce dernier aimait les pruniers au point de prendre pour pseudonyme le mot Bairin. Le jardin regroupe une vingtaine de variétés d'abricotiers ornementaux. À proximité se trouve une rizière, Inada, mise en place par Mitsukuni pour exposer à sa famille l'âpreté de la vie des fermiers.
Naitei (Uchinawa « jardin intérieur ») était à l'origine séparé du jardin principal par une porte chinoise, (karamon), et les Mito y avaient construit une maison d'amis. L'ancienne porte principale du jardin donnait sur ce jardin intérieur.
Nobedan est un sentier de style chinois pavé de pierres naturelles taillées et soigneusement agencées. Dans le jardin se trouve également un grand cerisier pleureur âgé de plus de soixante ans. 

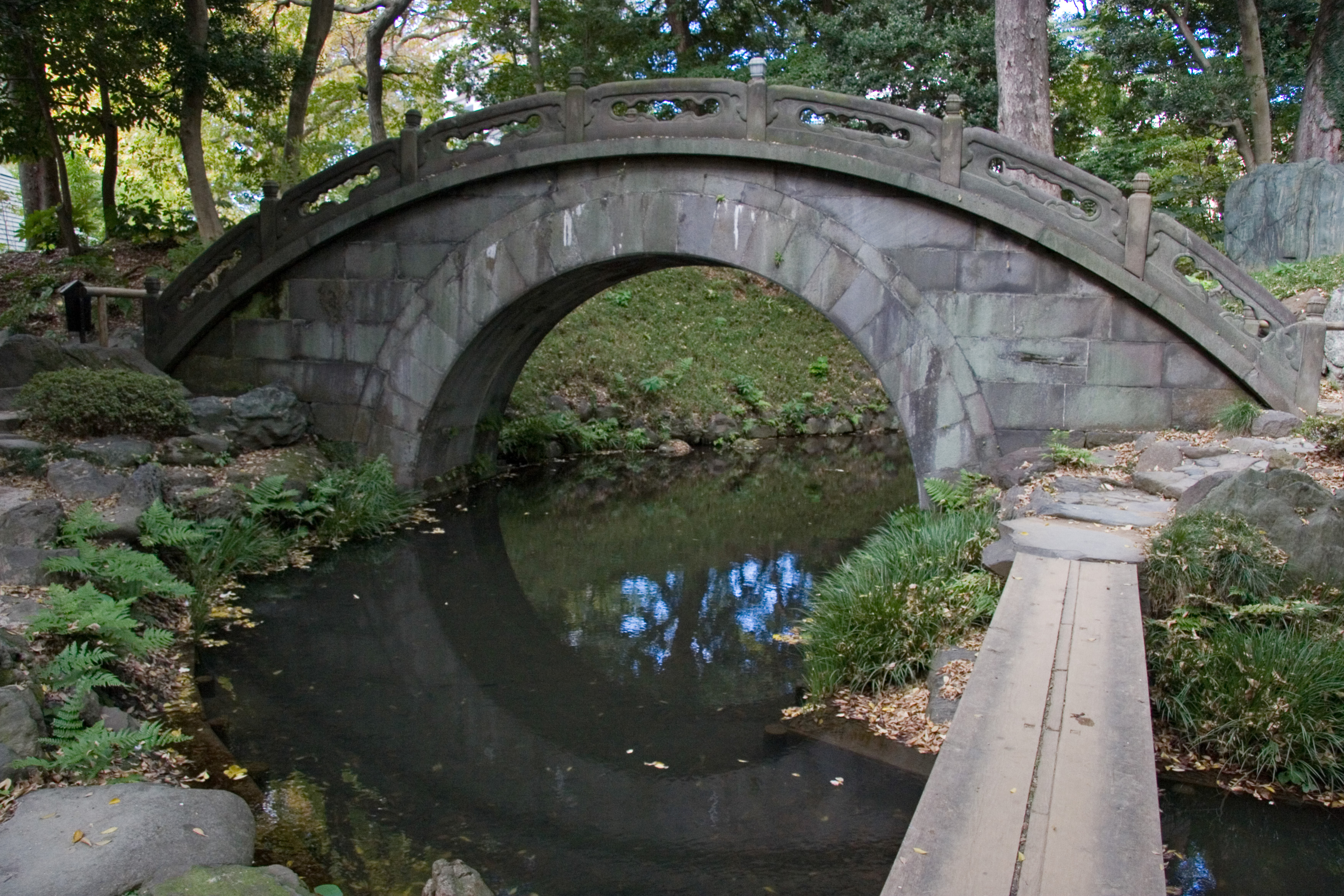
Engetsu-kyo.
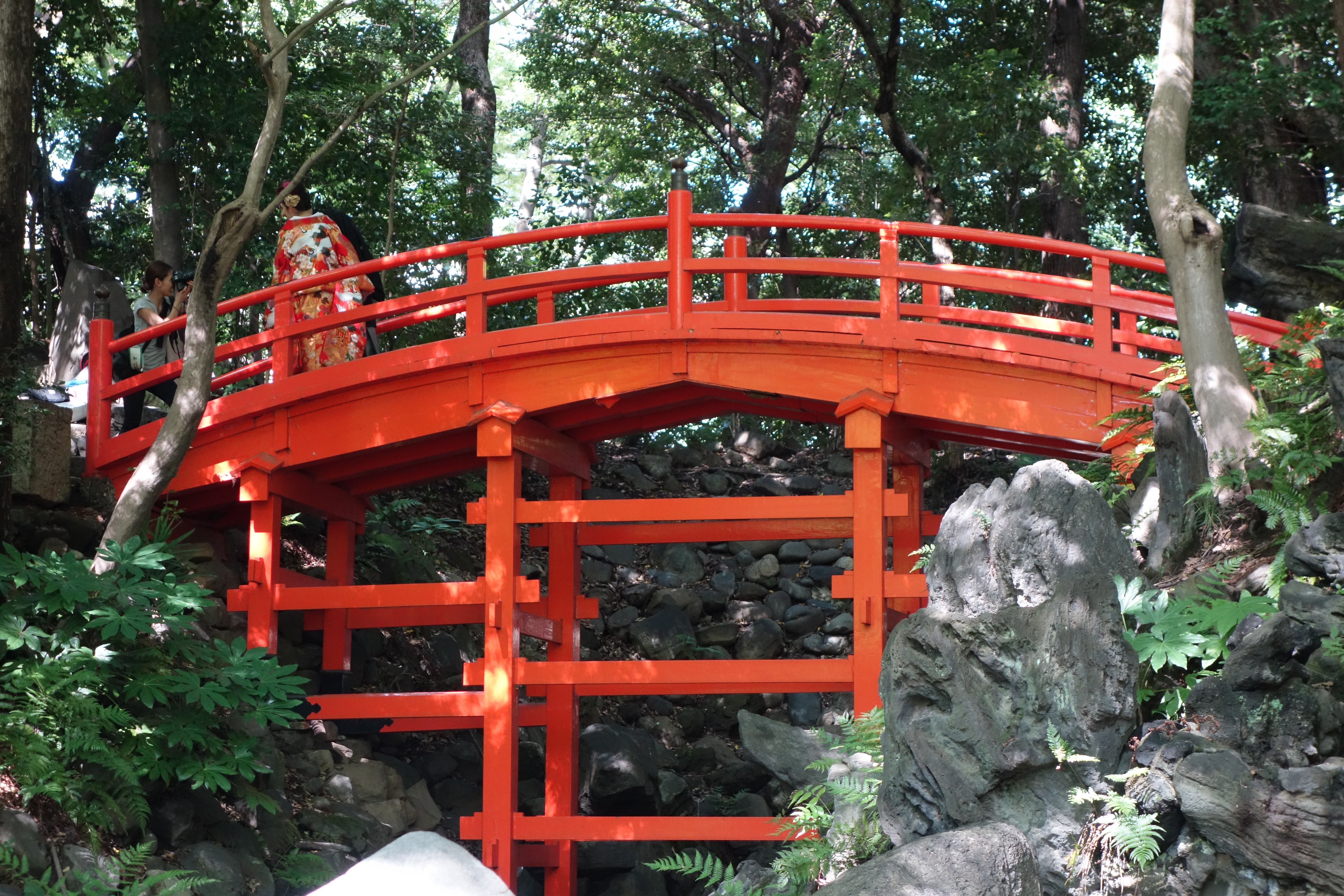
Tsutenkyo.
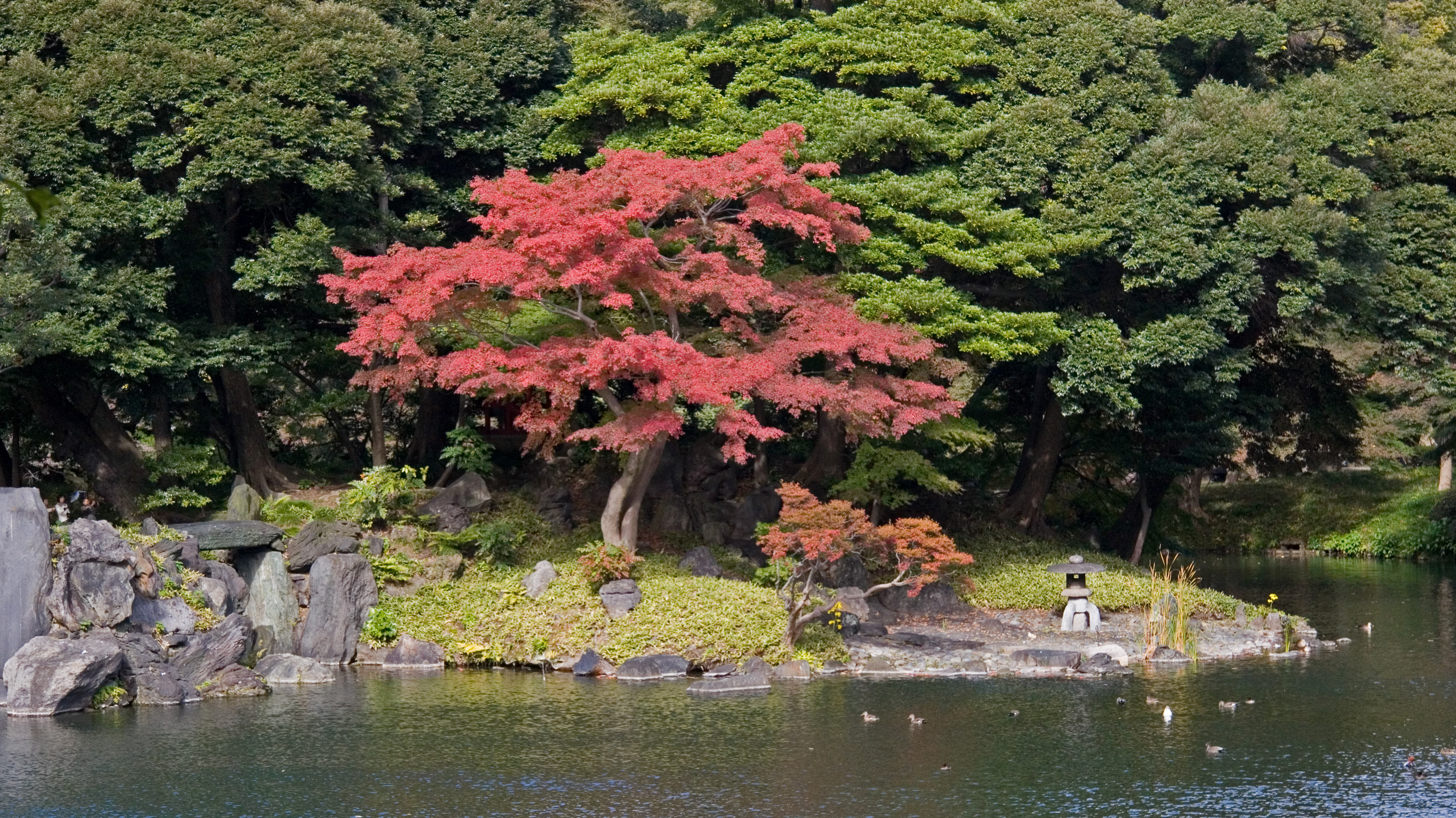
Benzai-Tenno-miya.
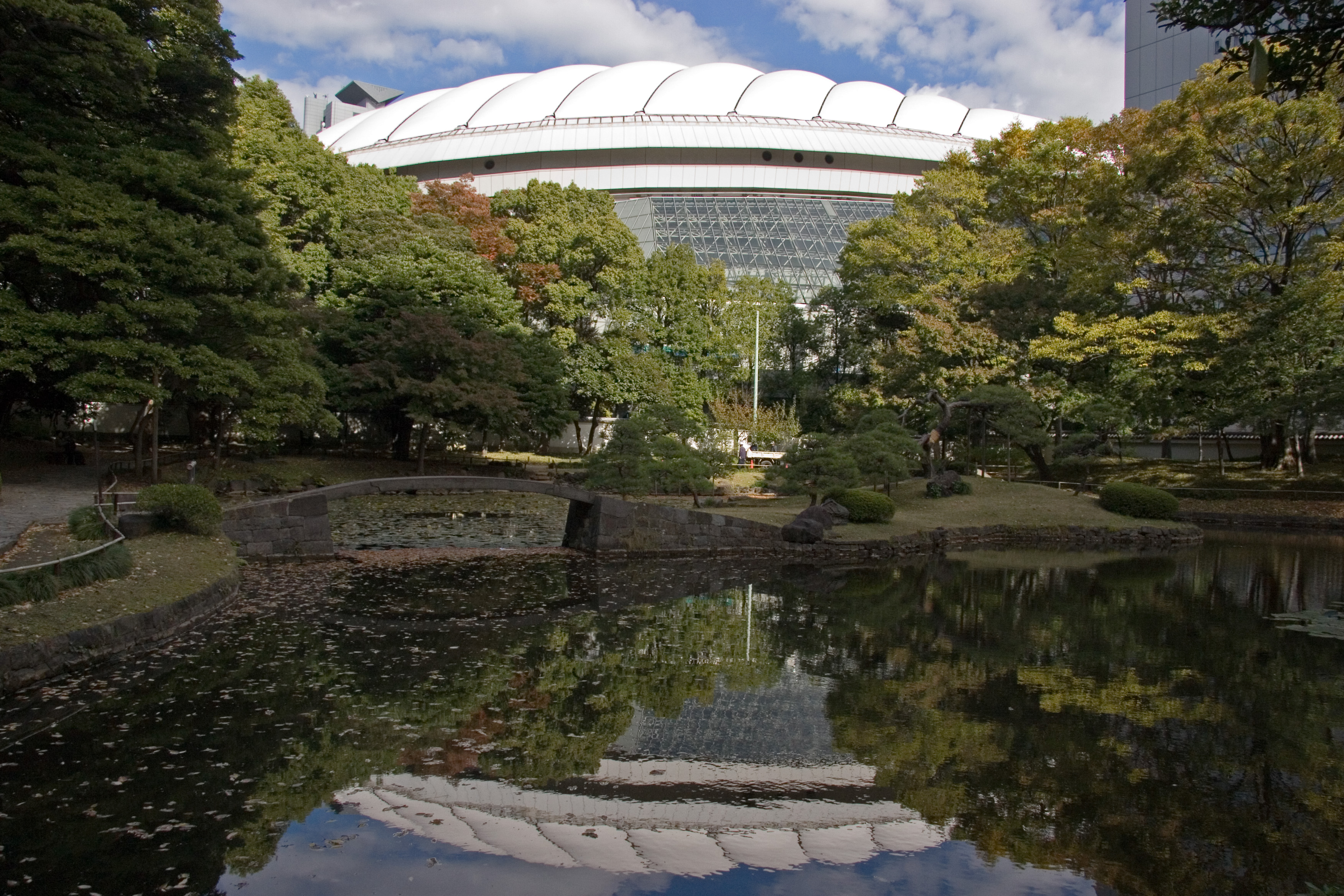
Naitei et le Tokyo Dome.
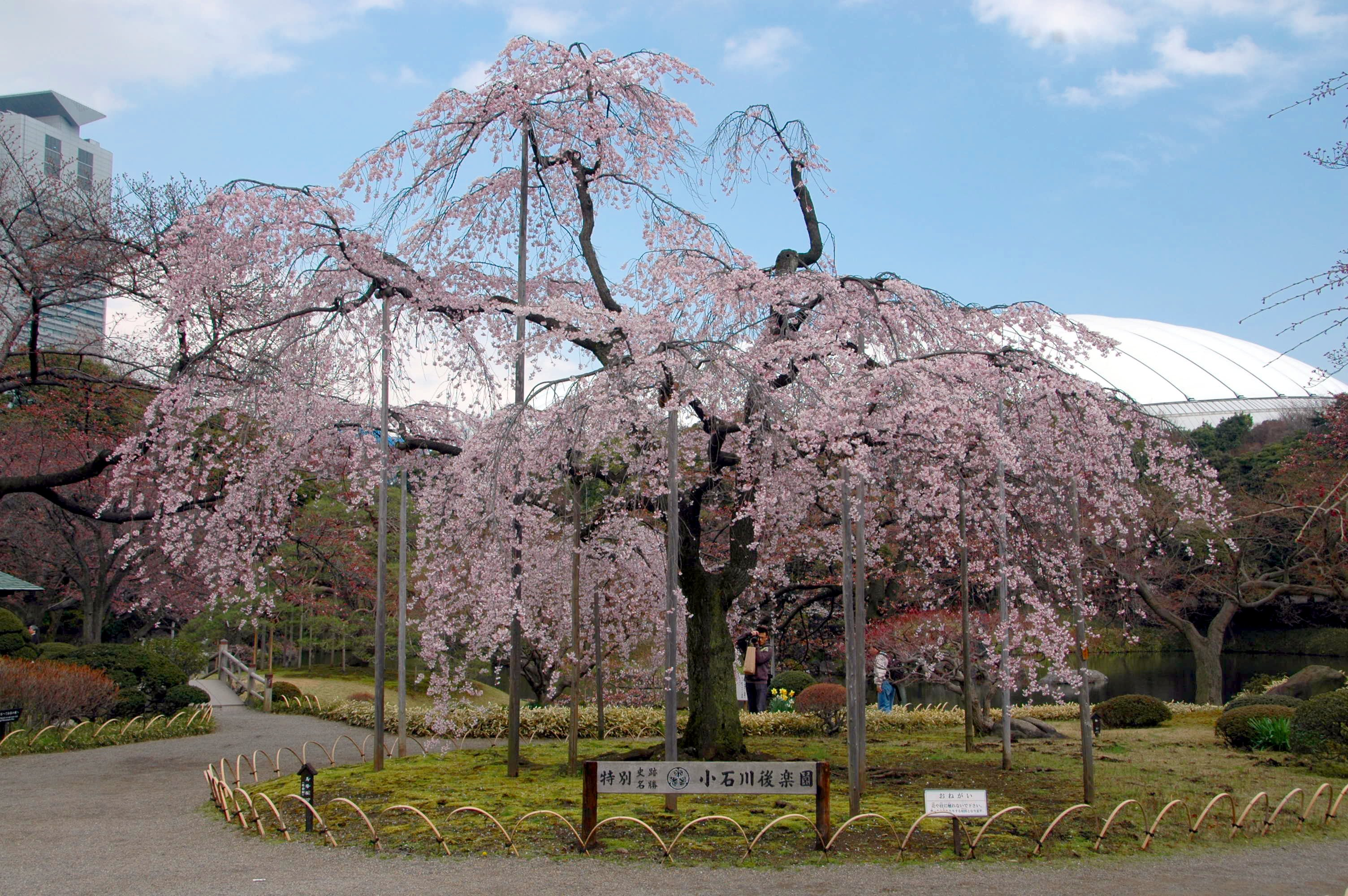
Le vieux cerisier pleureur en fleurs.

### Sources
- (en) Dépliant Special Historic and Scenic Park - Koishikawa Kōraku-en Gardens, Tokyo Metropolitan Park Association, septembre 2007.
- (en) « Suidobashi Koishikawa Korakuen Gardens », sur japan.apike.ca (consulté le 22 novembre 2019).
- (en) J. Conder, Azby Brown et Terunobu Fujimori, Landscape Gardening in Japan, Londres, Kodansha Europe, 2002 (ISBN 9784770028525).
- Massimo Venturi Ferriolo (trad. Claude Bonnafont), Jardins du Japon, Éditions du Chêne, 1993 (ISBN 2-85108-797-5).
- (en) Michiko Young et David Young, The Art of the Japanese Garden, Tuttle Publishing, 2005 (ISBN 0-8048-3598-5).